# Выходцева, Инна Николаевна
И́нна Никола́евна Вы́ходцева (27 июня 1934, Сталино, Украинская ССР, СССР — 30 декабря 2024, Москва, Россия) — советская и российская актриса, дубляжа театра и кино, заслуженная артистка Российской Федерации (1992).

## Биография
Инна Выходцева родилась 27 июня 1934 года в Сталино (ныне Донецк). Позже семья переехала в Краснодон Луганской области. Во время Великой Отечественной войны была в эвакуации.
В детстве принимала участие в самодеятельности — читала со сцены стихи, выступала на слётах и праздничных концертах. Посещала школьный драмкружок. В 1951 году с серебряной медалью окончила школу.
В 1957 году окончила ВГИК (мастерская народного артиста СССР Юлия Райзмана).
В 1969—1997 годах работала актрисой дубляжа. Её голосом говорили актрисы Софи Лорен («Любовь под вязами»), Стефания Сандрелли («Они шли за солдатами»), Клаудиа Кардинале («Красная палатка») и др.
С 1957 года состояла в труппе Театра-студии киноактёра (ныне — Мастерская «12» Никиты Михалкова).

## Болезнь и смерть
В 2022 году пыталась покончить с собой, наглотавшись таблеток. Её госпитализировали в НИИ имени Склифосовского. 10 октября была выписана из больницы.
Проживала в Доме ветеранов сцены имени А. А. Яблочкиной.
В октябре 2024 года состояние Выходцевой резко ухудшилось, у неё диагностировали инсульт.
Скончалась 30 декабря 2024 года в Москве в возрасте 90 лет.

## Семья
Супруг — Лев Александрович Поляков (1927—2001), актёр Театра-студии киноактёра, Народный артист Российской Федерации.

Сын Никита (1960—1998), переводчик, окончил институт Мориса Тореза. Пропал в Доминиканской Республике при невыясненных обстоятельствах во время цунами в 1998 году:
«По окончании ВУЗа Никита работал референтом-переводчиком в разных странах. В Париже он познакомился с Кристиной, привёз её к нам в Москву. Шла речь о свадьбе. В 1998 году Никиту пригласили по контракту работать в Доминиканской Республике. Вскоре там было цунами. Мы кинулись искать сына. Обращались за помощью в Красный Крест, в МИД. Но всё бесполезно. Потом моя родственница ходила к гадалке, и та подтвердила, что Никиты нет в живых. Их всех смыло в океан. Сыну было всего 38 лет».

## Награды
- Заслуженная артистка Российской Федерации (10 июня 1992 года) — за заслуги в области киноискусства[8].

## Фильмография
- 1957 — Балтийская слава — Люся Зарницына из типографии революционной газеты
- 1958 — Тихий Дон — Анна Погудко (не указана в титрах)
- 1958 — Лавина с гор — Лина
- 1958 — Юность наших отцов — Варя
- 1959 — Строгая женщина — Юлька
- 1960 — Бессонная ночь — Вика Яхонтова
- 1961 — Личное первенство — Нина
- 1962 — У твоего порога — «До свидания, миленький, поправляйся!» медсестра
- 1964 — Криницы — Наталья Петровна
- 1964 — Отец солдата — женщина с детьми на повозке, мать Васи
- 1965 — Три времени года
- 1965 — Мимо окон идут поезда — Евгения Ивановна, учительница
- 1965 — Чёрный бизнес — Валя, работница камвольного комбината, член Штаба «Комсомольского Прожектора»
- 1966 — Скверный анекдот — эмансипированная девица
- 1966 — Всюду есть небо — мама Тани — главная роль
- 1969 — Старый дом — крепостная Мусина-Пушкина
- 1970 — Переступи порог
- 1971 — У нас на заводе — мать Юры
- 1974 — Ищу мою судьбу
- 1974 — Последняя встреча — лётчица
- 1976 — Деревня Утка — продавщица
- 1977 — Служебный роман — сотрудница статистического учреждения
- 1977 — Предательница — учительница
- 1977 — Судьба — колхозница
- 1977 ― Хочу быть министром ― Нина Михайловна
- 1978 — Пять вечеров — жена капитана в ресторане (нет в титрах)
- 1979 — Москва слезам не верит — телережиссёр
- 1979 — Утренний обход — Вишнякова, жена пациента
- 1980 — Серебряные озёра
- 1980 — Огарёва, 6 — следователь Ирина Петровна
- 1981 — Любимая женщина механика Гаврилова
- 1981 — Родня
- 1983 — Летаргия
- 1984 — Мёртвые души — жена вице-губернатора
- 1985 — Битва за Москву — эпизод
- 1986 — Говорит Москва — работник исполкома
- 1988 — Брызги шампанского — Инна
- 1990 — Мальчики
- 1991 — Щен из созвездия Гончих Псов — соседка
- 1991 — Как живёте, караси?
- 2001 — Гражданин начальник — родственница Маши, жертва грабителей
- 2003 — Каменская-3: Стилист
- 2004 — 2013 — Кулагин и партнёры
- 2005 — Аэропорт
- 2011 — Безразличие — Зоя
- 2014 — Земский доктор. Любовь вопреки — пациентка
- 2017 — Сын — вахтёрша

## Озвучивание
- 1936 — Партийный билет — Анна
- 1937 — Арсен (в восстановленной версии 1969 года)
- 1948 — Горький рис — Сильвана, роль Сильваны Мангано
- 1948 — Ловко устроился — Эдна Филби
- 1958 — Любовь под вязами — Анна Кэбот, роль Софи Лорен
- 1960 — Моё последнее танго (Испания)
- 1965 — Красная борода (Япония) — Масае
- 1966 — Отец (Венгрия) — Анни, роль Кати Шойом
- 1966 — Охотник из Лалвара — Шушик, роль К. Казарян
- 1966 — Призрак замка Моррисвилль (Чехословакия) — Мейбл, роль Яны Новаковой
- 1967 — Измена — Саодат, роль Зухры Хасановой
- 1968 — Фальшивая Изабелла (Венгрия) — Ица
- 1968 — Лелейская гора (Югославия) — Неда, роль Анки Зупанч
- 1969 — Выжженная земля (Норвегия) — Хердис
- 1969 — Гладиатор — Анни Тыху, роль Вии Артмане
- 1969 — Красная палатка — Валерия, роль Клаудии Кардинале
- 1969 — Лучи в стекле — Ирис, роль Вии Артмане
- 1969 — Минувшие дни — Зейнаб, роль Г. Зуфаровой
- 1969 — Я помню тебя, учитель — жена Джабиша, роль Шафиги Мамедовой
- 1970 — Родник Эгнар — Манан, роль Карины Сукиасян
- 1970 — Семь дней Туйзу Таави — Рити, роль А. Вескимяэ
- 1971 — Искатели затонувшего города — Лали, роль Лали Бадурашвили
- 1972 — Высокий блондин в чёрном ботинке — Кристин, роль Мирей Дарк
- 1972 — Повторный брак — Паулина
- 1972 — Улица — Сеиль, роль Бакен Кыдыкеевой
- 1973 — Белое платье (Египет)
- 1973 — Потоп — Оленька Биллевич, роль Малгожаты Браунек
- 1973 — Хаос — Марта, роль Аруси Папян
- 1973 — Шах королеве бриллиантов — Долмане, роль Лидии Пупуре
- 1974 — Возвращение высокого блондина — Кристин, роль Мирей Дарк
- 1974 — Когда женщина оседлает коня — Артыкгуль, роль Маягозель Аймедовой
- 1974 — Мститель из Гянджабасара — Габиба, роль Сафуры Ибрагимовой
- 1974 — Человек из «Олимпа» — Арпик, роль Лауры Вартанян
- 1975 — Соло для слона с оркестром — член циркового жюри, роль Марии Драгокоупиловой
- 1976 — Дервиш взрывает Париж, роль Сафуры Ибрагимовой
- 1976 — Умей сказать «нет»! — Акджемал, роль Маягозель Аймедовой
- 1978 — Кваркваре — Аграпина, роль Галины Дадиани
- 1997 — Дон Кихот возвращается (Болгария, Россия) — Герцогиня, роль Людмилы Чешмеджиевой